# ラストブラックマン・イン・サンフランシスコ
『ラストブラックマン・イン・サンフランシスコ』（The Last Black Man in San Francisco）は2019年のアメリカ合衆国のドラマ映画。ジョー・タルボット監督の長編初作品で、出演はジミー・フェイルズとジョナサン・メジャースなど。タルボットとフェイルズの実体験をもとに、サンフランシスコの都市開発によって取り残されてしまった人たちのリアルな姿を描いている。

## ストーリー
サンフランシスコのベイエリア。ジミー・フェイルズ青年は親友のモンゴメリー（モント）と一緒に町をぶらぶらして日々を過ごしていた。目的地までのバスを待っている間、2人は富裕層向けの住宅地へと変貌していく街並みとその変化に抗おうとする住民たちの姿を眺めていた。2人の目的地はフィルモア地区にあるヴィクトリア朝時代を思わせる邸宅であった。その邸宅はジミーの祖父が1946年に建てたものであり、ジミーが幼少期を過ごした場所でもあった。現在、その邸宅には夫婦が暮らしていた。ジミーは夫婦が邸宅の手入れに熱心ではないことを嘆いていた。そんなある日、ジミーとモントが邸宅を訪れると、妻が夫の肩にもたれかかりながら泣いている光景を目の当たりにした。ほどなくして、家財道具がどこかへ運ばれていった。
ジミーとモントが不動産屋に問い合わせたところ、夫婦は遺産の相続問題に巻き込まれ、家を退去せざるを得なくなったのだという。がら空きになった邸宅を見た2人はこれを好機と捉え、邸宅のリフォームを行うことにした。2人はジミーの叔母であるワンダから家具をもらい受けた。その家具は元々邸宅で使用されていたものであった。ジミーの叔父、リッキーの協力を得て、2人は家具を全て邸宅に運び込んで模様替えをした。
ある日の夜、ジミーとモントは旧友コフィーを邸宅に招待して楽しい時間を過ごした。しかし、コフィーはどうにも浮かない顔をしていた。コフィーの父親は息子が友人たちから「女々しい男」と馬鹿にされていることを知り、異常なほど厳しく息子に接するようになった。それ以来、コフィーは父親との関係で思い悩んでいたのである。ほどなくして、コフィーは喧嘩相手に殺されてしまった。その頃、2人が邸宅を訪れると、家具類が全て屋敷の外に出されていた。ジミーが家具を元に戻そうとする一方で、事態を不審に思ったモントは不動産屋の元に行った。不動産屋は「あの邸宅はジミーの祖父が建てたものではない。1850年代に建てられた本物のヴィクトリア朝建築だ。」と言い、その証拠となる書類をモントに見せた。
その後、モントはコフィーの死を題材にした演劇の執筆に没頭したが、その一方で、ジミーはある決断を下すのだった。

## キャスト
- ジミー・フェイルズ（英語版）: 本人 - 介護士。
- モンゴメリー・アレン: ジョナサン・メジャース - ジミーの親友。劇作家志望。魚屋勤務。
- グランパ・アレン: ダニー・グローヴァー - モンゴメリーの祖父。目が不自由。
- ワンダ・フェイルズ: ティシーナ・アーノルド（英語版） - ジミーの叔母。
- ジェームズ・シニア: ロブ・モーガン - ジミーの父。
- ボビー: マイク・エップス
- クレイトン・ニューサム: フィン・ウィットロック - 不動産屋。
- コフィー: ジャマル・トゥルーラヴ（英語版）
- メアリー: マクシミリアン・エウォルト
- ツアーガイド: ジェロ・ビアフラ
- ゴロツキ: サン・クイン（英語版）
- リッキーおじさん: デウォン・ソン（英語版） - ワンダの夫。アジア系。
- アンディ: アンディ・ロイ
- 牧師: ウィリー・ヘン
- ベッカ: ソーラ・バーチ
- ニーナ: トーニャ・グランツ

## 製作
ジョー・タルボットとジミー・フェイルズはティーンエイジャーだった頃に体験した出来事を映画化することにし、2本の短いプレビュー動画を作成した。2015年5月、2人がKickstarterを通して製作費を調達したところ、1ヶ月で7万5000ドル以上を集めることに成功した（目標金額は5万ドルであった）。2人の予期せぬ成功は全国紙や映画産業の関心を引きつけた。2018年4月、本作の主要撮影が始まった。5月2日、主要キャストが発表された。
2019年6月7日、レイクショア・レコーズが本作のサウンドトラックを発売した。

## 公開・マーケティング
2019年1月26日、本作はサンダンス映画祭でプレミア上映された。3月21日、本作のオフィシャル・トレイラーが公開された。
当初、本作は2019年6月14日に全米公開される予定だったが、後に公開日は同年6月7日に前倒しされた。

## 評価
本作は批評家から絶賛されている。映画批評集積サイトのRotten Tomatoesには174件のレビューがあり、批評家支持率は93%、平均点は10点満点で8.37点となっている。サイト側による批評家の見解の要約は「観客の心に響くストーリーが力強く語られている。『ラストブラックマン・イン・サンフランシスコ』によって、ジョー・タルボット監督は注目すべき映像作家へと一挙に躍り出た。」となっている。また、Metacriticには38件のレビューがあり、加重平均値は83/100となっている。

### 受賞
| 賞                                 | 発表日         | カテゴリ                                   | 対象者                                                   | 受賞結果   | Ref(s)        |
| ---------------------------------- | -------------- | ------------------------------------------ | -------------------------------------------------------- | ---------- | ------------- |
| サンダンス映画祭                   | 2019年2月2日   | 監督賞（ドラマ部門）                       | ジョー・タルボット                                       | 受賞       | [ 16 ]        |
| サンダンス映画祭                   | 2019年2月2日   | Special Jury Award – Creator Collaboration | ジョー・タルボット                                       | 受賞       | [ 16 ]        |
| サンダンス映画祭                   | 2019年2月2日   | グランプリ（審査員大賞・ドラマ部門）       | ジョー・タルボット                                       | ノミネート | [ 16 ]        |
| ゴッサム・インディペンデント映画賞 | 2019年12月4日  | 脚本賞                                     | ジョー・タルボット、ジミー・フェイルズ、ロブ・リチャート | ノミネート | [ 17 ] [ 18 ] |
| ゴッサム・インディペンデント映画賞 | 2019年12月4日  | ブレイクスルー監督賞                       | ジョー・タルボット                                       | ノミネート | [ 17 ] [ 18 ] |
| ゴッサム・インディペンデント映画賞 | 2019年12月4日  | ブレイクスルー演技賞                       | ジョナサン・メジャース                                   | ノミネート | [ 17 ] [ 18 ] |
| サンフランシスコ映画批評家協会賞   | 2019年12月16日 | 監督賞                                     | ジョー・タルボット                                       | ノミネート | [ 19 ]        |
| サンフランシスコ映画批評家協会賞   | 2019年12月16日 | 作曲賞                                     | エミール・モセリ                                         | 受賞       | [ 19 ]        |
| サンフランシスコ映画批評家協会賞   | 2019年12月16日 | 撮影賞                                     | アダム・ニューポート＝ベラ                               | ノミネート | [ 19 ]        |